# Brice de Nice (film)
Série
Brice 3
(2016)
Pour plus de détails, voir Fiche technique et Distribution.
Brice de Nice est un film français réalisé par James Huth sorti en 2005, d'après le personnage éponyme créé par Jean Dujardin dans un sketch.
Il a fait l'objet d'une suite en 2016 : Brice 3 (« parce que le 2, je l'ai cassé ! », d'après Brice de Nice).

## Synopsis
À Nice, Brice Agostini (Jean Dujardin) mène la belle vie. Il est fan du film Point Break, en particulier de son personnage principal Bodhi, joué par Patrick Swayze. Il ne se déplace jamais sans sa planche de surf et attend chaque jour qu'une vague géante déferle sur les rives de Nice, comme cela a eu lieu une fois, en 1979.
Aucune vague à Nice ne permet de surfer. Son passe-temps est d'organiser des soirées festives assez « select », appelées « Yellow » où il participe à des joutes verbales, dont le perdant (toujours son adversaire qu'il "casse") bascule dans la piscine. Chaque soir en fin de soirée, il se refait le film Point Break avec une fille qu'il vient de rencontrer au cours de la journée.
Sa vie se déroule dans l'insouciance, jusqu'au jour où son père, qui blanchit de l'argent pour la mafia sicilienne, est arrêté. Ses biens sont saisis par la police et la domestique de maison est contrainte de démissionner. Brice, qui n'a jamais travaillé se retrouve sans un sou, perd brutalement ses amis et découvre la vie. Il s'essaie à un emploi de serveur dans un restaurant, mais se fait renvoyer au bout d'une journée après avoir inondé la cuisine. Il tente de braquer une banque, d'abord en reproduisant la scène du hold-up de Point Break, puis en chantant Le casse de Brice, et finit par fuir la police.
Pendant sa fuite, il rencontre Marius Lacaille (Clovis Cornillac), un marginal souffrant de difficultés à s'exprimer. Marius apprend qu'il y a une compétition de surf à Hossegor, avec 100 000 $ de prix, montant suffisant pour se payer une opération des pieds, les siens ressemblant à de gros pouces sans autres orteils. Marius emmène Brice là-bas.
Sur place, la concurrence est rude : il y a Igor d'Hossegor, le maître des lieux, mais aussi Jibé du Tibet, Babacar de Dakar, Loïc du Croisic, Arnaud de Lacanau, Nikos de Myconos. Brice devient rapidement populaire dans le milieu la veille de la compétition et est largement désigné favori de la compétition. Au cours de la soirée, il "casse" Igor devant tout le monde.
Mais le jour venu, Brice n'ayant jamais surfé sur des vraies vagues, échoue lamentablement en manquant de se noyer à l'entrée de l'eau sous le regard hilare de tout le public. Brice se rend compte qu'il doit sortir de sa vie de rêve pour vivre dans la réalité. Comme Brice n'a pas gagné l'argent tant espéré, Marius doit renoncer à son opération des pieds ; ce dernier rencontre toutefois l'amour en la personne de Jeanne, une jeune femme aux oreilles gigantesques.
De retour à Nice, Brice travaille au nettoyage de plages. Et sa vague tant attendue déferle sur les côtes de Nice, qu'il réussira à surfer. À peine la vague terminée, il rencontre son alter-ego féminin, Alice de Nice (Alexandra Lamy), dont il avait rêvé plusieurs fois, la voyant en sirène.
Scène post-générique
Alice, Brice, Marius et Jeanne font le tour du monde ensemble. Brice est enceint, comme dans son rêve, car chez les sirènes c'est le mâle qui porte le petit.

## Fiche technique
- Réalisation : James Huth
- Scénario : Karine Angeli, Jean Dujardin et James Huth
- Musique : Bruno Coulais
- Photographie : Philippe Piffeteau & Bertrand Bijou
- Montage : James Huth & Antoine Vareille
- Costumes : Sandrine Weill
- Production : Éric et Nicolas Altmayer
- Société de production : Mandarin Production, M6 Films, avec la participation de Canal+, CinéCinéma
- Société de distribution : TFM Distribution (France)
- Budget : 5 340 000 €
- Pays de production :  France
- Langue originale : français
- Format : couleur - 1,85:1 - DTS / Dolby Digital 5.1
- Genre : comédie
- Durée : 98 minutes
- Dates de sortie[1] :
  - Belgique : 30 mars 2005
  - France : 6 avril 2005 avec un total en fin d'exploitation cinéma de 4 341 092 entrées[2]
  - Canada : 24 juin 2005

## Distribution
- Jean Dujardin : Brice Agostini, dit Brice de Nice
- Clovis Cornillac : Marius Lacaille, dit Marius de Fréjus
- Bruno Salomone : Igor d'Hossegor
- Élodie Bouchez : Jeanne
- Alexandra Lamy : Chantal, la sirène / Alice de Nice
- Delphine Chanéac : Marjorie
- Mathias Mlekuz : Eudes Angellini, l'avocat
- Didier Menin : le patron du restaurant qui embauche Brice
- Richard Darbois : voix de Bodhi
- François Chattot : Bertrand Agostini, le père de Brice
- Patrick Ligardes : Jean-Marie Guitera, le banquier
- Emmanuel Curtil : Fred adulte
- Isabelle Caubère : Josie
- Antoine Duléry : Micky, la légende
- Julia Molkhou : Gladys, la reine du kiss
- Alexan Gera : Josh, le touriste
- Jérémie Quaegebeur : Victor d'Hossegor
- Éric Collado : André, le policier
- Sissi Duparc : la guichetière de la banque
- Jade Rayer : Samantha la strip-teaseuse
- Sidney Wernicke : Nikos de Mykonos
- Cyril Gueï : Babakar de Dakar
- Lannick Gautry : Arnaud de Lacanau
- Audrey Lamy : figurante dans la banque
- Patrick Swayze, Keanu Reeves et Gary Busey : crédités sur le mauvais générique (issu de celui du film Point Break)

## Production

### Genèse
Le personnage de Brice de Nice a été inventé par Jean Dujardin en solo et en tant que membre de la troupe de comiques les Nous Ç Nous dans les années 1990. La description est très simple : « une perruque blonde, un T-shirt jaune, un pantalon noir, une planche de surf, un air con ».
Apparu pour la première fois aux yeux du grand public dans un sketch télévisé (Graines de star, sur M6, en 1995), le personnage de Brice a spontanément plu. Au fil des sketches des Nous Ç Nous, il a eu le temps de mûrir avant d'échapper à son propre créateur puisque de nombreux sites ont éclos, consacrés au surfeur-frimeur-qui-ne-sait-pas-nager, avec "fan art", courts-métrages amateur et bien sûr, diffusion des vidéos d'origine qui ne passaient plus à la télévision depuis longtemps. Brice de Nice existe donc depuis près de 10 ans et est porté par un cercle de fans lorsqu'il est porté au cinéma par James Huth, dont le Serial Lover (1998) avait été remarqué.

### Tournage
Le film est tourné dans plusieurs communes des Alpes-Maritimes : Beaulieu-sur-mer, Le Cros de Cagnes, Mandelieu-la-Napoule, Sophia-Antipolis (INRA), Nice et le port de Villefranche-sur-Mer. 
Des scènes sont également tournées dans les Landes, à Hossegor et Seignosse.
Le film incluait une scène où Brice surfait sur un raz-de-marée géant qui déferle sur Nice. Mais après le tsunami du 26 décembre 2004 qui ravagea le continent asiatique, à quatre mois de la sortie du film, la scène est supprimée du montage final,.

### Musique
Le Casse de Brice est une reprise musicale de la chanson originale de George Benson, Give Me the Night, sortie en 1980, qui est reprise par Jean Dujardin pour le film Brice de Nice de James Huth en 2005. Elle est reprise dans Brice 3 de James Huth en 2016.
La chanson sort le 25 mars 2005, et devient disque d'or qui s'est vendu à 250 000 exemplaires, tout en se classant à la seconde place des meilleures ventes de singles.

## Suite
Il a fait l'objet d'une suite en 2016 : Brice 3 (« parce que le 2, je l'ai cassé ! », d'après Brice de Nice).